# Catachlorops plagiatus
Catachlorops plagiatus är en tvåvingeart som först beskrevs av Juan Brèthes 1910.  Catachlorops plagiatus ingår i släktet Catachlorops och familjen bromsar. Inga underarter finns listade i Catalogue of Life.